# Bring That Beat Back
Albums de Public Enemy
Rebirth of a Nation
(2006) Fight the Power: Greatest Hits Live!
(2007)
Bring That Beat Back est un album de remixes de Public Enemy, sorti le 5 septembre 2006.

## Liste des titres
| No  | Titre | Remix                   | Durée |
| --- | --- | ----------------------- | ----- |
| 1.  | Bring That Beat Back (Back to the Breakbeats Mixx)                                                            | C-Doc (The Warhammer)   | 5:17  |
| 2.  | Gotta Give The Peeps What They Need (Impossebull Soulpower Posse Mixx) (featuring Marcus J Gilligan et Paris) | C-Doc (The Warhammer)   | 4:29  |
| 3.  | Watch the Door (Warhammer on the Watch Mixx)                                                                  | C-Doc (The Warhammer)   | 4:27  |
| 4.  | Superman's Black in the Building (Mauly T Remix)                                                              | Mauly T                 | 4:09  |
| 5.  | MKLVFKWR (DJ Johnny Juice on the Loose Remix)                                                                 | Johnny « Juice » Rosado | 2:58  |
| 6.  | Public Enemy No. 1 (Deelo 2G1 Remix)                                                                          | J. Coleman              | 5:22  |
| 7.  | Do You Wanna Go Our Way??? (23 Skidoo UK Remix)                                                               | 23 Skidoo               | 4:54  |
| 8.  | World Tour Sessions (Rae & Christian Remix)                                                                   | Rae & Christian         | 4:25  |
| 9.  | Put It Up (Molotov Cocktail Assault Mixx)                                                                     | C-Doc (The Warhammer)   | 5:22  |
| 10. | Supermixx Is Back                                                                                             | C-Doc (The Warhammer)   | 3:31  |